# 帕茨夸羅湖

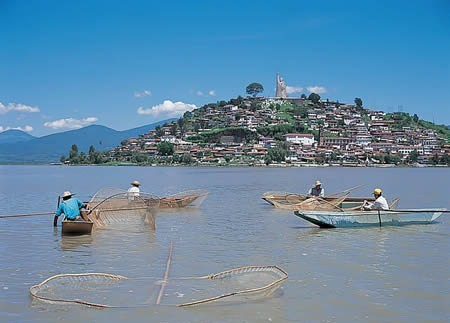
湖中捕魚

19°38′N 101°38′W / 19.633°N 101.633°W
帕茨夸羅湖（西班牙語：Lago de Pátzcuaro）是墨西哥的湖泊，由米卻肯州負責管轄，距離莫雷利亞62公里，長50公里、33公里，海拔高度1,920米，集水區面積929平方公里，平均水深5米，最大水深11米，蓄水量約5.8億立方米。
在米却肯州，帕茨夸罗湖是最受欢迎的旅游景点之一，它是从莫雷利亚到烏魯阿潘的普雷佩查族群考古、历史、娱乐和文化遗址走廊的一部分。它的湖岸线长55公里，包含七个岛屿：哈尼齐奥、帕坎达岛、尤努恩岛, 特库埃纳和特库埃纳附近的一个名为“Copujo”的小岛，Jarácuaro（已经可以通过公路到达那里）以及另外两个岛屿：Urandén Morelos 和 Urandén Morales。

## 湖岸主要城镇
- 帕茨夸罗 - 位于帕茨夸罗湖东南岸。
- 埃龙加里夸罗（西班牙语：Erongarícuaro） - 普雷佩查历史遗址。
- 基罗加 - 繁华的集市。
- 钦聪灿 - 附近有废墟的集市。